# Begonia microsperma
Begonia microsperma (wörtlich übersetzt: Kleinsamige Begonie) (Syn.: Begonia ficicola Irmsch.) ist eine Pflanzenart der Familie der Schiefblattgewächse oder Begoniengewächse (Begoniaceae). Die Erstbeschreibung dieser Art von Otto Warburg wurde 1897 veröffentlicht. Sie wurde von James Dundas im Dezember 1946 in Kamerun an der Westküste Zentralafrikas erneut gefunden und erhielt 1954 von Edgar Irmscher den Namen Begonia ficicola, weil sie auf einem Ficus-Baum wachsend gefunden wurde (ficicola = „ficusbewohnend“). Später wurde erkannt, dass es sich um Begonia microsperma handelt, damit ist dieser ältere Name der aktuell gültige.

## Beschreibung
Begonia microsperma ist eine mehrjährige krautige Pflanze mit einem Rhizom als Überdauerungsorgan. Die Laubblätter bestehen aus dem 6 bis 15 cm langen Blattstiel mit einem Durchmesser von 2 bis 3 mm und der asymmetrischen Blattspreite (daher der Name Schiefblatt für alle Begonien), die 12 bis 20 cm lang und 7 bis 12 cm breit ist. Es sind etwa 4 mm lange Nebenblätter vorhanden.
Begonia-Arten sind einhäusig getrenntgeschlechtig (monözisch). Die Blütenhüllblätter beider Geschlechter sind gelb. Die weiblichen Blüten stehen an etwa 9 cm langen Blütenstielen, die einen Durchmesser von etwa 0,7 mm besitzen. Etwa 1 bis 1,5 cm unterhalb der Blüte stehen an diesem Blütenstiel etwa 3 mm lange und breite Brakteen. Die zwei Blütenhüllblätter sind etwa 19 mm lang und 21 mm breit. Der Fruchtknoten ist um 13 mm lang und 2,5 mm breit. Die Griffel sind zunächst auf etwa 2 mm miteinander verwachsen, stehen danach noch weitere 2 mm getrennt, worauf sich ein 1 mm langer zweilappiger Bereich anschließt. Die Kapselfrüchte sind 18 × 4 mm groß und enthalten wie alle Begonien-Arten winzige Samen, die mit bloßem Auge kaum zu erkennen sind.

## Weiterführende Literatur
- Jack Golding, Dieter C. Wasshausen: Begoniaceae. 2. Auflage. Smithsonian Institution, United States National Herbarium, 2002.
- J. Doorenbos, M.S.M. Sosef und J.J.F.E. de Wilde: The Sections of Begonia (= Studies in Begoniaceae. Bd. VI)  Agricultural University, Wageningen 1998, ISBN 90-5782-007-2.